# 4979 Otawara
4979 Otawara este un asteroid din centura principală, descoperit pe 2 august 1949 de Karl Reinmuth.